# Förthaer Kirche
Die evangelische Förthaer Kirche ist die Dorfkirche im Mittelpunkt von Förtha im thüringischen Wartburgkreis.

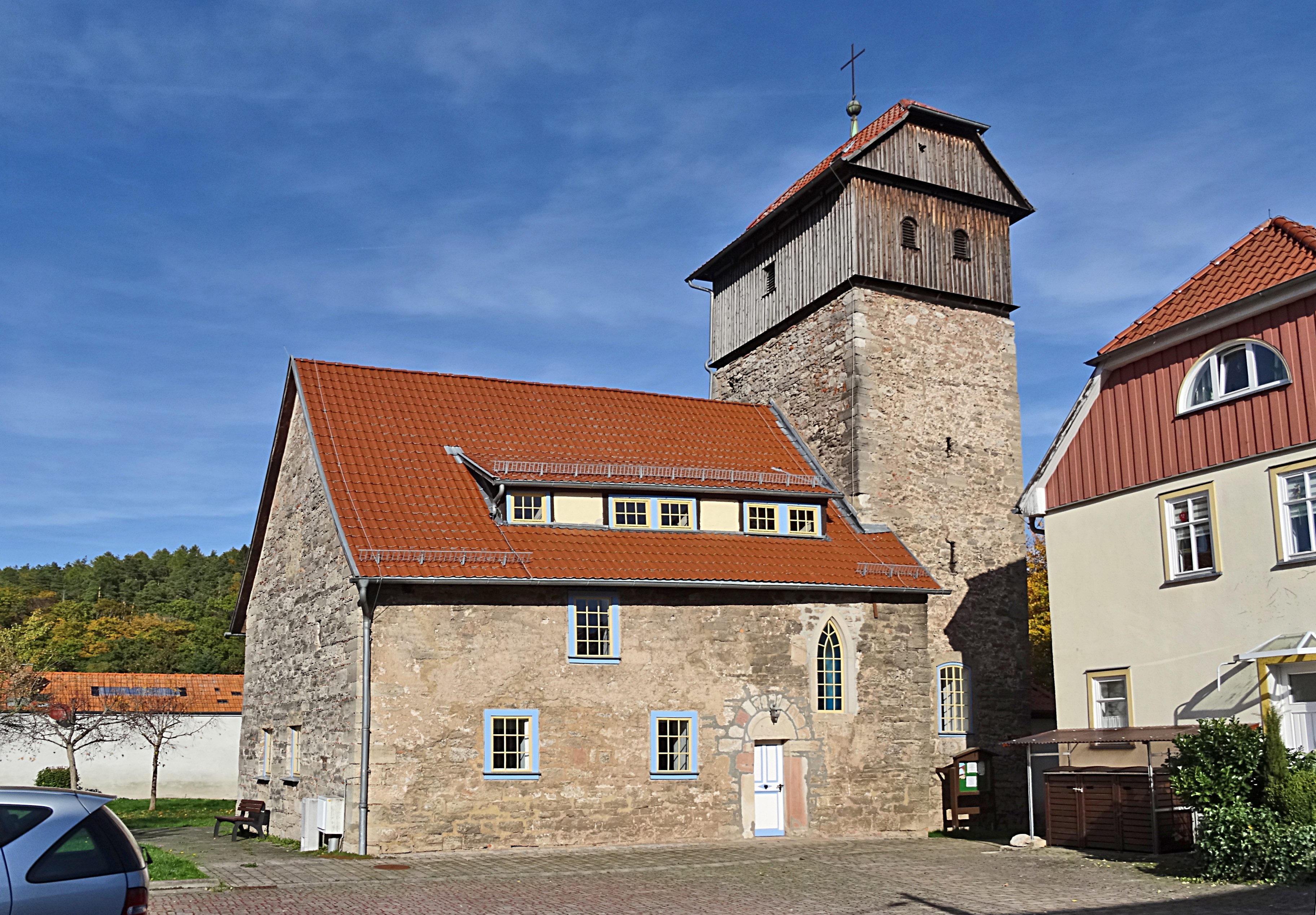
Dorfkirche von Förtha

Dieses älteste noch erhaltene Bauwerk des Ortes wurde um 1413 errichtet. Das als Wehrkirche oder Kirchenburg errichtete Gebäude umgab wahrscheinlich ursprünglich eine hohe Wehrmauer. Der Eingang zum Turm war vermutlich in fünf bis sieben Metern Höhe und nur durch eine hochzuziehende Leiter erreichbar. So diente die Kirche den Bürgern nicht nur als Gottesdienststätte, sondern auch als Zufluchtsstätte gegen umherziehende Räuber und Soldaten. Über dem erdgeschossigen Chor des Turms waren weitere Stockwerke eingebaut, in denen sich die geflohenen Bürger aufhalten konnten, wo aber auch noch Platz für notwendige Nahrungsvorräte war. Schmale Fenster, die auch heute noch zu sehen sind, dienten als Schießscharten und schützten die Insassen des Turms gegen die feindlichen Pfeile. Den Belastungen während des Dreißigjährigen Kriegs war der Turm indes nicht gewachsen: Im Oktober 1634 fielen plündernde kroatische Horden über das Dorf her. Die Förthaer flohen in die nahen und dichten Wälder und mussten zusehen, wie die Soldateska ihre Kirche brandschatzten. Nach dem Krieg baute man die Kirche wieder auf. Wie aus einer Inschrift in einem Tragebalken des Kirchenschiffs zu entnehmen ist, wurde sie 1674 wieder errichtet. Die Inschrift lautet „16HM74“. Eine Besonderheit der Kirche ist die vergitterte Sakramentsnische aus vorreformatorischer Zeit, als man die Sakramente, wie in der katholischen Kirche üblich, an einem sicheren Ort unterbringen musste.
Die Nische ist von 1430. Der Taufstein in der Kirche ist aus dem 17. Jahrhundert mit einer Messingschale von 1982.
Der Kirchturm trägt ein mit roten Ziegeln eingedecktes Krüppelwalmdach, gekrönt von einer Turmkugel mit aufgesetztem Kreuz. Das oberste Turmgeschoss birgt den Glockenstuhl mit drei Bronzeglocken und ist mit dunklem Holz verkleidet. In alle vier Himmelsrichtungen können die drei Bronzeglocken durch je zwei Schallluken ihren Klang entsenden. Zwischen den beiden Schallluken an der Ostseite zeigt eine weiße Turmuhr den Förthaern die Uhrzeit. Am Fuße der Ostseite des Turms ist ein kleiner. fünfseitiger Sakristeianbau, vermutlich an der Stelle eines ehemals wesentlich höheren Anbaus, was man an den Wandanschlussstellen noch heute unschwer erkennen kann. Auf dieser Seite der Kirche, dem Anger, steht ein Kriegerdenkmal. Das Kirchenschiff ist im Westen des Turms angebaut und etwas breiter als der Turm. Diese Bauweise, bei der der Chorraum mit dem Altar im Osten ist, nennt man geostete Kirche. Ein mit roten Dachziegeln bedecktes Satteldach mit je einer geraden Schleppgaube uber fünf unregelmäßig angebrachten Fenstern auf beiden Dachseiten bedeckt das Schiff. Die Kirche kann durch zwei Türen auf der Nord- oder Südseite betreten werden. Dort findet der Kirchenbesucher einen abgetrennten, separat beheizbaren Raum, in dem Gemeindeveranstaltungen stattfinden und in der kalten Jahreszeit Gottesdienste gefeiert werden. An der Nordseite der Kirche in Richtung des Elte-Bachlaufs ist der ehemalige Kirchhof noch als Terrasse erkennbar, während auf der Südseite des ehemaligen Kirchhofs heute ein Parkplatz ist. Gemeindefeste finden auf den freien Plätzen an der Kirche statt.
Die Förthaer Kirchgemeinde gehört zum Kirchspiel des Evang.-Luth. Pfarramtes Oberellen im Kirchenkreis Eisenach-Gerstungen. Pfarrer ist Michael Beyer.

## Galerie

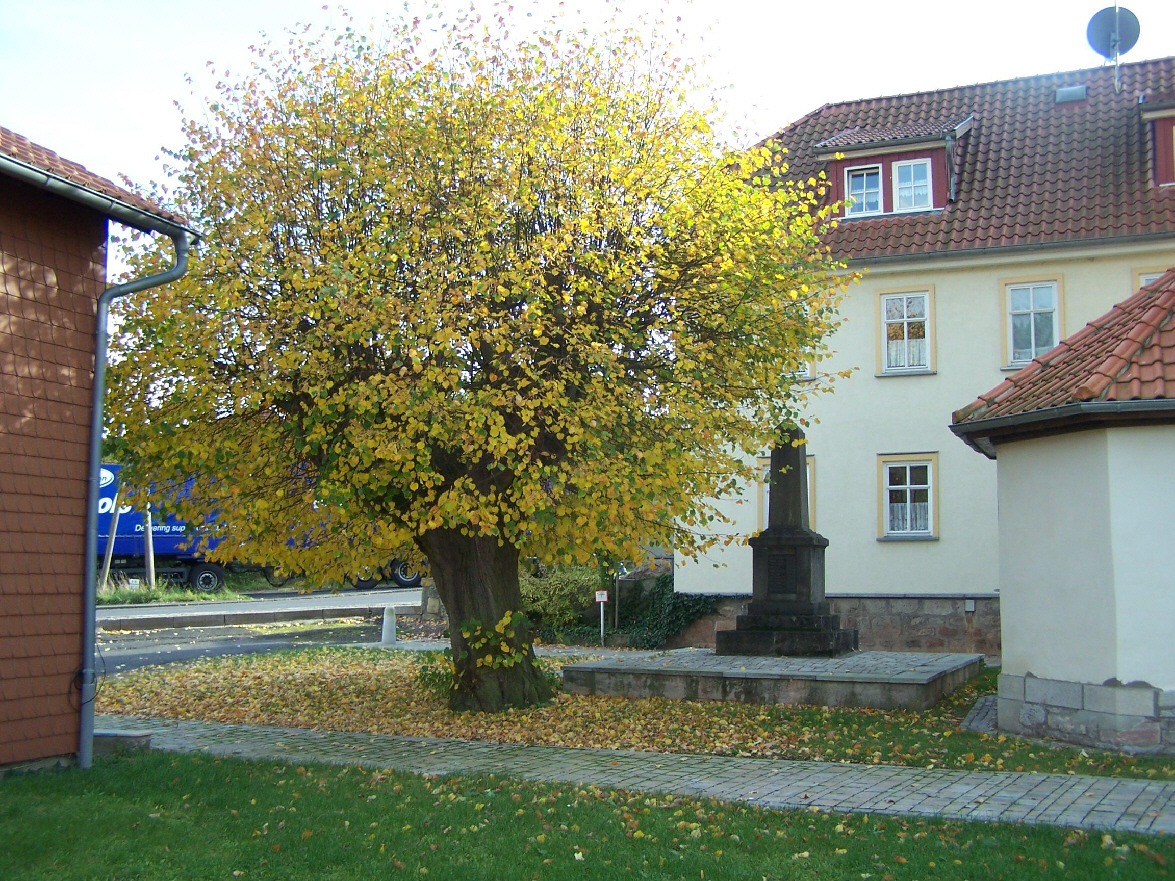
Kriegerdenkmal und Anger, rechts angeschnitten die Sakristei, im Hintergrund das Gemeindehaus
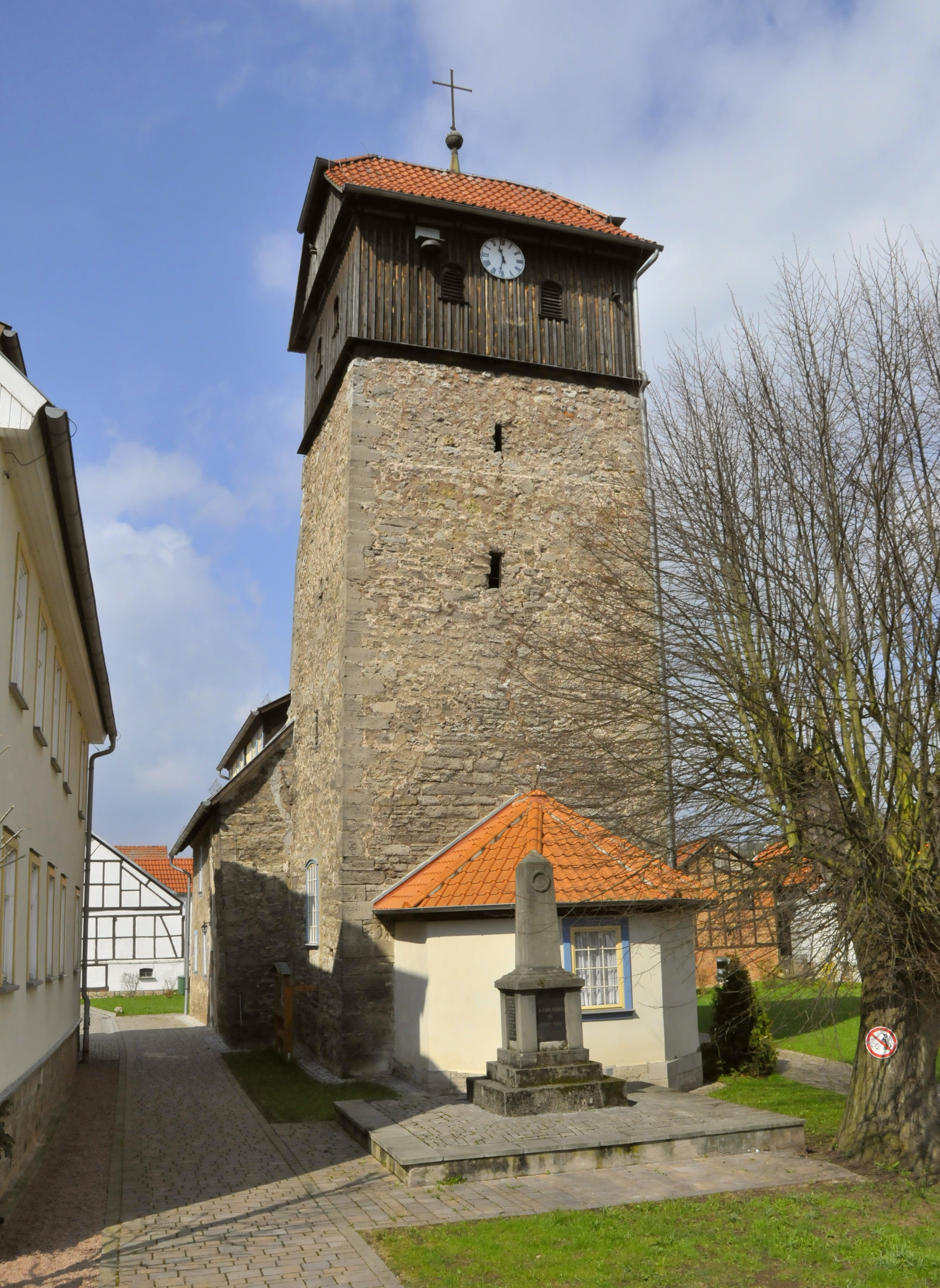
Ostseite der Kirche mit Sakristeianbau und Kriegerdenkmal
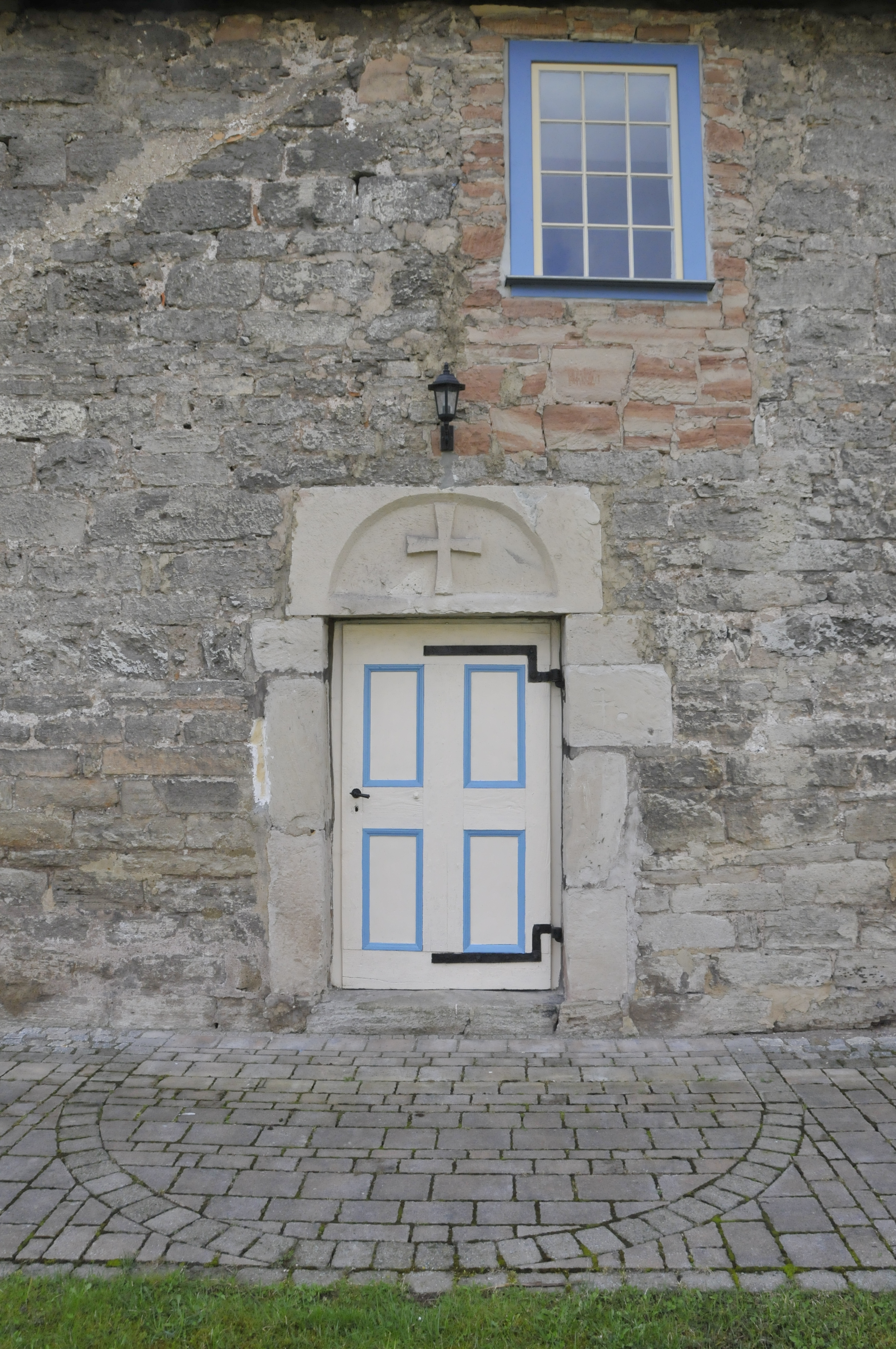
Eingangsportal und Fenster an der Nordseite des Schiffes